# La senyora de les roses
La senyora de les roses (originalment en francès, La fine fleur) és una pel·lícula de comèdia francesa, dirigida per Pierre Pinaud i estrenada el 2020. L'estrena del doblatge al català es va realitzar el 23 d'abril de 2022 a TV3.
La pel·lícula és protagonitzada per Catherine Frot en el paper d'Eve Vernet, una antiga cultivadora de roses d'èxit a la vora de fer fallida, que contracta tres treballadors sense habilitats hortícoles i els ha de formar per salvar el seu negoci. El repartiment també inclou Fatsah Bouyahmed, Olivier Breitman, Olivia Côte, Vincent Dedienne, Melan Omerta i Marie Petiot.
La pel·lícula es va començar a produir el 2019. Es va estrenar el 29 d'agost de 2020 al Festival de Cinema Francòfon d'Angulema. Posteriorment es va projectar en diversos festivals de cinema francòfons o bilingües al Canadà, incloent-hi el Festival Internacional de Cinema de Sudbury Cinéfest i el Festival de Cinema Internacional d'Abitibi-Témiscamingue. Es va estrenar comercialment el 2021.